# Potenza Sport Club 1965-1966
Questa pagina raccoglie le informazioni riguardanti il Potenza Sport Club nelle competizioni ufficiali della stagione 1965-1966.

## Rosa
| N. |                   | Ruolo | Calciatore          |
| -- | ----------------- | ----- | ------------------- |
| -  | Italia (bandiera) | A     | Pietro Baisi        |
| -  | Italia (bandiera) | D     | Renato Caocci       |
| -  | Italia (bandiera) | C     | Gennaro Cappiello   |
| -  | Italia (bandiera) | C     | Vittorio Carioli    |
| -  | Italia (bandiera) | A     | Francesco Cianfrone |
| -  | Italia (bandiera) | D     | Franco Ciardi       |
| -  | Italia (bandiera) | D     | Alberto Coramini    |
| -  | Italia (bandiera) | D     | Mario De Grassi     |
| -  | Italia (bandiera) | C     | Bruno Franzini      |
| -  | Italia (bandiera) | C     | Giusto Lodi         |

| N. |                   | Ruolo | Calciatore       |
| -- | ----------------- | ----- | ---------------- |
| -  | Italia (bandiera) | D     | Arturo Massari   |
| -  | Italia (bandiera) | P     | Luciano Masiero  |
| -  | Italia (bandiera) | C     | Silvano Merkuza  |
| -  | Italia (bandiera) | D     | Andrea Nesti     |
| -  | Italia (bandiera) | C     | Vincenzo Rosito  |
| -  | Italia (bandiera) | A     | Franco Rubino    |
| -  | Italia (bandiera) | D     | Rosario Spanò    |
| -  | Italia (bandiera) | A     | Alberto Spelta   |
| -  | Italia (bandiera) | P     | Roberto Tancredi |

## Risultati

### Serie B

#### Girone di andata
| 5 settembre 1965 1ª giornata | Potenza | 2 – 0 | Verona |  |

| 12 settembre 1965 2ª giornata | Reggiana | 2 – 0 | Potenza |  |

| 19 settembre 1965 3ª giornata | Modena | 0 – 0 | Potenza |  |

| 26 settembre 1965 4ª giornata | Potenza | 2 – 3 | Lecco |  |

| 3 ottobre 1965 5ª giornata | Potenza | 2 – 0 | Padova |  |

| 10 ottobre 1965 6ª giornata | Reggina | 0 – 1 | Potenza |  |

| 17 ottobre 1965 7ª giornata | Potenza | 2 – 0 | Alessandria |  |

| 24 ottobre 1965 8ª giornata | Potenza | 0 – 0 | Pro Patria |  |

| 31 ottobre 1965 9ª giornata | Messina | 1 – 1 | Potenza |  |

| 7 novembre 1965 10ª giornata | Potenza | 1 – 0 | Palermo |  |

| 14 novembre 1965 11ª giornata | Trani | 1 – 2 | Potenza |  |

| 21 novembre 1965 12ª giornata | Pisa | 3 – 1 | Potenza |  |

| 28 novembre 1965 13ª giornata | Potenza | 2 – 0 | Genoa |  |

| 5 dicembre 1965 14ª giornata | Potenza | 2 – 0 | Venezia |  |

| 19 dicembre 1965 15ª giornata | Novara | 3 – 0 | Potenza |  |

| 26 dicembre 1965 16ª giornata | Livorno | 0 – 0 | Potenza |  |

| 2 gennaio 1966 17ª giornata | Potenza | 0 – 1 | Mantova |  |

| 9 gennaio 1966 18ª giornata | Monza | 1 – 0 | Potenza |  |

| 16 gennaio 1966 19ª giornata | Potenza | 1 – 1 | Catanzaro |  |

#### Girone di ritorno
| 6 febbraio 1966 20ª giornata | Verona | 2 – 1 | Potenza |  |

| 13 febbraio 1966 21ª giornata | Potenza | 3 – 2 | Reggiana |  |

| 20 febbraio 1966 22ª giornata | Potenza | 1 – 1 | Modena |  |

| 27 febbraio 1966 23ª giornata | Lecco | 2 – 0 | Potenza |  |

| 6 marzo 1966 24ª giornata | Padova | 2 – 0 | Potenza |  |

| 20 marzo 1966 25ª giornata | Potenza | 1 – 0 | Reggina |  |

| 27 marzo 1966 26ª giornata | Alessandria | 1 – 0 | Potenza |  |

| 3 aprile 1966 27ª giornata | Pro Patria | 2 – 0 | Potenza |  |

| 10 aprile 1966 28ª giornata | Potenza | 1 – 0 | Messina |  |

| 17 aprile 1966 29ª giornata | Palermo | 1 – 2 | Potenza |  |

| 24 aprile 1966 30ª giornata | Potenza | 2 – 2 | Trani |  |

| 1º maggio 1966 31ª giornata | Potenza | 4 – 1 | Pisa |  |

| 8 maggio 1966 32ª giornata | Genoa | 1 – 0 | Potenza |  |

| 15 maggio 1966 33ª giornata | Venezia | 2 – 0 | Potenza |  |

| 22 maggio 1966 34ª giornata | Potenza | 1 – 2 | Novara |  |

| 29 maggio 1966 35ª giornata | Potenza | 0 – 1 | Livorno |  |

| 5 giugno 1966 36ª giornata | Mantova | 0 – 0 | Potenza |  |

| 12 giugno 1966 37ª giornata | Potenza | 0 – 0 | Monza |  |

| 19 giugno 1966 38ª giornata | Catanzaro | 2 – 2 | Potenza |  |

## Statistiche

### Statistiche di squadra
| Competizione | Punti | In casa | In casa | In casa | In casa | In casa | In casa | In trasferta | In trasferta | In trasferta | In trasferta | In trasferta | In trasferta | Totale | Totale | Totale | Totale | Totale | Totale | DR |
| Competizione | Punti | G       | V       | N       | P       | Gf      | Gs      | G            | V            | N            | P            | Gf           | Gs           | G      | V      | N      | P      | Gf     | Gs     | DR |
| ------------ | ----- | ------- | ------- | ------- | ------- | ------- | ------- | ------------ | ------------ | ------------ | ------------ | ------------ | ------------ | ------ | ------ | ------ | ------ | ------ | ------ | -- |
| Serie B      | 36    | 19      | 10      | 5       | 4       | 27      | 14      | 19           | 3            | 5            | 11           | 10           | 26           | 38     | 13     | 10     | 15     | 37     | 40     | -3 |
| Coppa Italia |       | 2       | 0       | 2       | 0       | 2       | 2       | 1            | 0            | 0            | 1            | 0            | 2            | 3      | 0      | 2      | 1      | 2      | 4      | -2 |
| Totale       |       | 21      | 10      | 7       | 4       | 29      | 16      | 20           | 3            | 5            | 12           | 10           | 28           | 41     | 13     | 12     | 16     | 39     | 44     | -5 |

### Statistiche dei giocatori
| Giocatore    | Serie B  | Serie B | Coppa Italia | Coppa Italia | Totale   | Totale |
| Giocatore    | Presenze | Reti    | Presenze     | Reti         | Presenze | Reti   |
| ------------ | -------- | ------- | ------------ | ------------ | -------- | ------ |
| P. Baisi     | 36       | 8       | 3            | 0            | 39       | 8      |
| R. Caocci    | 34       | 2       | 3            | 0            | 37       | 2      |
| G. Cappiello | 2        | 0       | -            | -            | 2        | 0      |
| V. Carioli   | 26       | 5       | 3            | 1            | 29       | 6      |
| F. Cianfrone | 8        | 3       | -            | -            | 8        | 3      |
| F. Ciardi    | 32       | 1       | 2            | 0            | 34       | 1      |
| A. Coramini  | 26       | 1       | 1            | 0            | 27       | 1      |
| M. De Grassi | 5        | 0       | 1            | 0            | 6        | 0      |
| B. Franzini  | 33       | 0       | 3            | 0            | 36       | 0      |
| G. Lodi      | 33       | 7       | 3            | 1            | 36       | 8      |
| A. Massari   | 1        | 0       | 1            | 0            | 2        | 0      |
| L. Masiero   | 18       | -18     | 2            | -2           | 20       | -20    |
| S. Merkuza   | 25       | 0       | 3            | 0            | 28       | 0      |
| A. Nesti     | 38       | 2       | 3            | 0            | 41       | 2      |
| V. Rosito    | 37       | 5       | 3            | 0            | 40       | 5      |
| F. Rubino    | 7        | 0       | -            | -            | 7        | 0      |
| R. Spanò     | 8        | 0       | -            | -            | 8        | 0      |
| A. Spelta    | 29       | 3       | 3            | 0            | 32       | 3      |
| R. Tancredi  | 20       | -22     | 1            | -2           | 21       | -24    |